# یاناسینقا
یاناسینقا (به اسپانیایی: Yanasinqa) یک کوه در پرو است که در Peru, Junín Region واقع شده‌است. یاناسینقا ۵٬۴۰۰ متر بالاتر از سطح دریا واقع شده‌است.